# Sheila Sim
Sheila Beryl Grant Attenborough (Liverpool, 5 de junho de 1922 - Londres, 19 de janeiro de 2016) foi uma atriz britânica de cinema e teatro, esposa do também ator, Richard Attenborough (1923-2014).
Estudou na Royal Academy of Dramatic Art. A sua carreira no cinema e teatro decorreu entre 1944 e 1955.

## Filmografia
- A Canterbury Tale (1944)
- Great Day (1945)
- Dancing with Crime (1947)
- The Guinea Pig (1948)
- Dear Mr. Prohack (1949)
- Pandora and the Flying Dutchman (1951)
- The Magic Box (1951)[2]
- West of Zanzibar (1954)
- The Night My Number Came Up (1955)